# 新家町 (福島区)
新家町（しんけちょう）は、大阪府大阪市福島区にあった町名。現在の吉野・大開にあたる。

## 歴史
新家は、元は摂津国西成郡野田村の北部にあった地名である。『西成郡史』には、1614年（慶長19年）の大坂冬の陣の際、大野道犬が棚楼（井楼か）を福島の五分一に設け、800人をもって野田村の新家を「戌らしむ」との記述がある。これについて、大野道犬が福島村の村民800人をこの地に移住させたことで新家が成立したとも、大野道犬が800の兵に新家を守備させたともいわれる。この後、新家は幕府軍の攻撃を受け陥落したという（野田・福島の戦い）。また、江戸時代には、新家から中津川（淀川の分流）対岸の伝法村への渡し船があった。
1900年（明治33年）、大阪市北区西成野田の一部が西野田新家西之町・西野田新家東之町となった。町名はそれまでの字に由来する。1922年（大正11年）、両町あわせて西野田新家町1–2丁目となり、1925年（大正14年）に此花区に転属し、此花区新家町となった。1943年（昭和18年）、一部が福島区新家町1–2丁目となり、残りは1944年（昭和19年）に西野上之町の一部とあわせて木場町になった後、1975年（昭和50年）に新設された西九条1–7丁目の一部となった。
1943年（昭和18年）に設立された福島区新家町は、1963年（昭和38年）に一部が大開町1–4丁目・吉野町1–3丁目・今開町1–2丁目に組み込まれる一方で、吉野町1–3丁目・今開町1–2丁目の一部を編入。1975年（昭和50年）に吉野1–5丁目・大開1–4丁目の一部となり、行政地名としての新家町は消滅した。

## その後の新家
地域集会所として新家コミュニティセンターがあり、新家地域活動協議会が設立されている。
また、公園の名称として、新家公園（吉野5丁目、1956年〈昭和31年〉開園）、新家西公園（大開4丁目、2012年〈平成24年〉開園）、高見新家公園（大開4丁目・此花区高見1丁目、2009年〈平成21年〉開園）がある。